# کلمسون (کارولینای جنوبی)
کلمسون(به انگلیسی: Clemson) شهری در ایالت کارولینای جنوبی کشور ایالات متحده آمریکا است که جمعیت آن در سرشماری سال ۲۰۱۰ میلادی، ۱۳٬۹۰۵ نفر بوده‌است.

## جمعیت

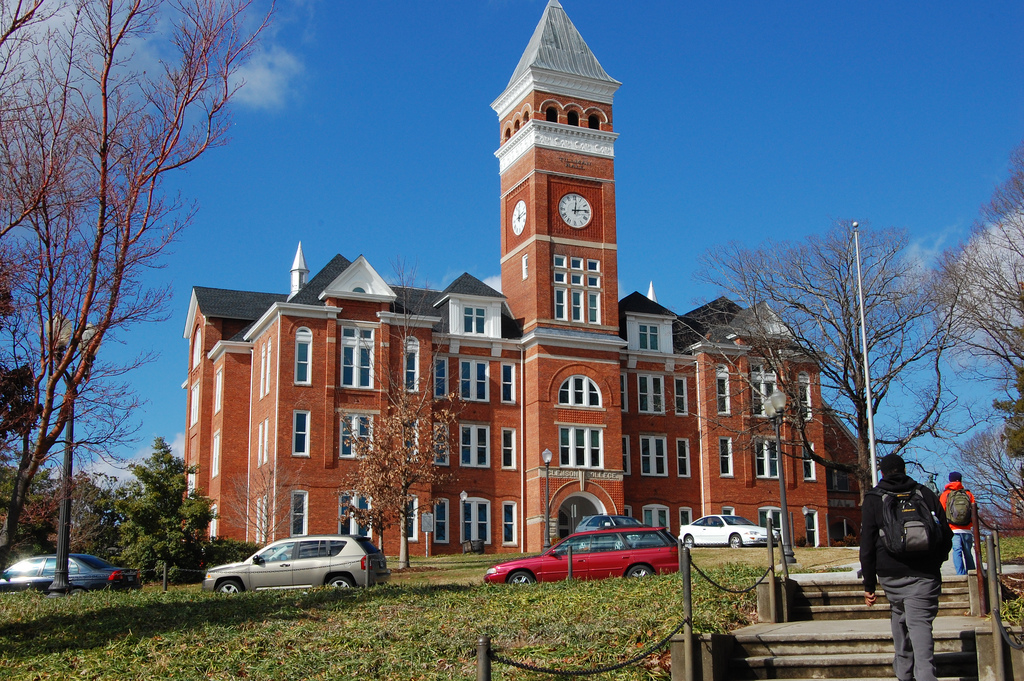
سالن تیلمن

جمعیت این شهر در سرشماری سال ۲۰۱۰، ۱۳۹۰۵ نفر بوده‌است.
از زمان سرشماری سال ۲۰۰۰، ۱۱۹۳۹ نفر، ۵٬۰۶۱ خانوار و ۲٬۱۹۶ خانوار در این شهر زندگی می‌کردند. این جمعیت، جمعیت اضافی دانشگاه را در دانشگاه Clemson منعکس نمی‌کند، که تقریباً ۱۷۰۰۰ نفر ساکن اضافی را برای هشت ماه سال اضافه می‌کند.

## تاریخچه

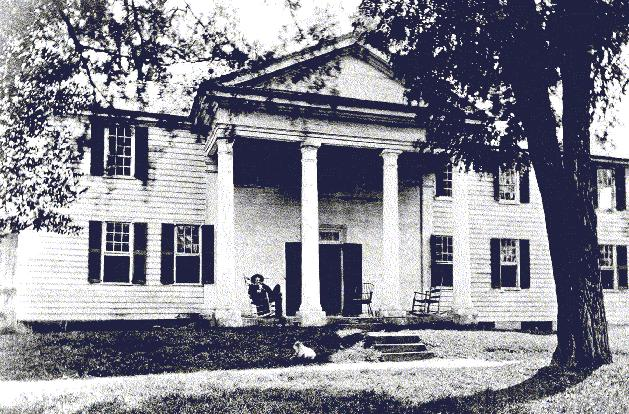
Fort Hill, photographed in 1887, was the home of Thomas Green Clemson, the founder of Clemson University.

این جامعه در ابتدا Calhoun نامگذاری شد و در سال ۱۹۴۳ به Clemson تغییر نام یافت و نشان دهنده شناسایی آن با دانشگاه بود. یک مرکز کوچک و چند بلوک دارای برخی از مسکن، خرده فروشی و رستوران‌ها است.
دانشگاه کلمسون که در سال ۱۸۸۹ تأسیس شد، یک دانشگاه بزرگ دولتی است که بر این شهر تسلط دارد و به عنوان یک مرکز فرهنگی فعالیت می‌کند. محوطه دانشگاه آن در جنوب شهر اصلی توسعه یافت.
این دانشگاه مسکن دانشجویان را فراهم می‌کند، اما بسیاری از دانشجویان در محوطه دانشگاه و در مجموعه‌های مختلف آپارتمانی زندگی می‌کنند. در خارج از مرکز شهر، پیاده‌روهای آسفالته کمی وجود دارد، اما برخی از خیابان‌ها دارای مسیرهای دوچرخه سواری هستند. مسیر ۱۲۳ ایالات متحده در انتهای شمالی شهر پیشرفت‌های مرکز خرید به سبک حومه شهر را به نمایش می‌گذارد. طرح جامع شهر دارای یک مؤلفه حفاظتی تاریخی است که برای حفظ طیف وسیعی از سازه‌های موجود در منطقه اعمال می‌شود. انبار کلمسون (قطار)، ساخته شده در سال ۱۸۹۳، در سال ۲۰۰۱ بازسازی شد. اکنون اتاق بازرگانی محلی و مرکز بازدید کنندگان در آن قرار دارد. این ایستگاه به‌طور موقت در سال ۲۰۱۶ برای یک پروژه جاده ای بسته شد، اما در سال ۲۰۱۹ دوباره بازگشایی شد.

## حمل و نقل

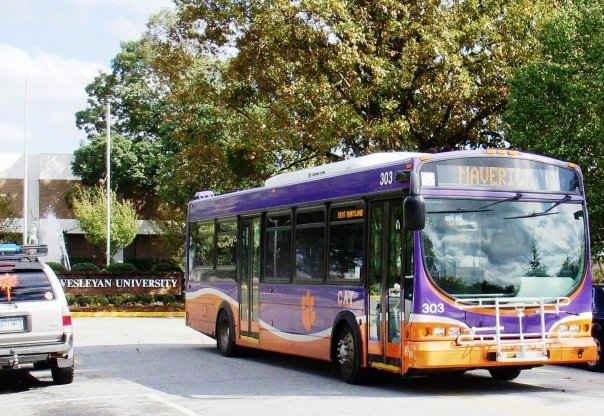
شهر کلمسون

Clemson Area Transit (CAT) یک سرویس حمل و نقل رایگان است که خدمات رایگان را در سراسر مناطق Clemson , Anderson , Pendleton و Seneca ارائه می‌دهد. تمام اتوبوس‌های CAT برای مراجعین معلول قابل دسترسی هستند و می‌توانند نیازهای خاصی را در خود جای دهند. اتوبوس‌های CAT همچنین خدمات انتقال به اتوبوس محلی Electric City Transit در اندرسون را ارائه می‌دهند. سوارکاران می‌توانند برای ادامه کرایه سواری خود در شاتل‌های اندرسون، از اپراتورهای CAT اتوبوس کوپن دریافت کنند.

## تحصیلات
شهر کلمسون در منطقه مدرسه ای در شهرستان پیکنز است. کودکانی که در شهر کلمسون زندگی می‌کنند در مدرسه ابتدایی کلمسون، دبیرستان ادواردز و دبیرستان دانیل درس می‌خوانند.
مدرسه ابتدایی کلمسون در ابتدا مدرسه Calhoun-Clemson نامیده می‌شد و در خیابان کالج بود. در سال ۱۹۶۴، مدرسه در آتش سوخت و همه چیز به جز غذاخوری تخریب شد. این مدرسه در Frontage Road بازسازی شد و مدرسه ابتدایی مگی موریسون نام گذاری شد. ساختمان قدیمی به موریسون تغییر نام داد و برای نگهداری از پایه‌های ابتدایی مورد استفاده قرار گرفت. پس از آنکه مدارس از ساختمان‌های خود بیش از حد رشد کردند، ساخت و ساز در یک مدرسه جدید در برکلی درایو در سال ۱۹۹۹ آغاز شد. این اکنون سایت ابتدایی کلمسون است. رنگهای ابتدایی کلمسون نارنجی و آبی است و نام مستعار آن توله ببر است.
دبیرستان ادواردز در سال ۱۹۷۱ ساخته و افتتاح شد. در حال حاضر کلاس‌های ششم، هفتم و هشتم را آموزش می‌دهد. این مدرسه بین مناطق Central و Six Mile است و حدود ۸۰۰ دانشجو دارد. رنگ‌های آن بنفش و سفید است و نم مستعار آن پلنگ است.
دبیرستان دانیل در سال ۲۰۱۰ احداث شد و اولین کلاس خود را برای سال تحصیلی ۲۰۱۲–۲۰۱۳ برگزار کرد. این مدرسه به نام دیوید ویستار دانیل، استاد دانشگاه کلمسون نامگذاری شده‌است، که در سیستم مدارس دولتی کار می‌کرد و سال‌ها در هیئت آموزش کارولینای جنوبی به سر برد. مجله US News اخیراً آن را به عنوان یکی از بهترین مراکز آموزشی دولتی در این ایالت انتخاب کرده‌است. رنگ‌های آن آبی و طلایی است و نام مستعارش شیر است. این مدرسه به خاطر تیم فوتبال خود بسیار شناخته شده‌است. در فصل ۲۰۱۳–۲۰۱۴، این تیم با ۱۴ پیروزی و یک باخت، که در مسابقات قهرمانی ایالتی قهرمان شد.